# Johann Franz Michiels

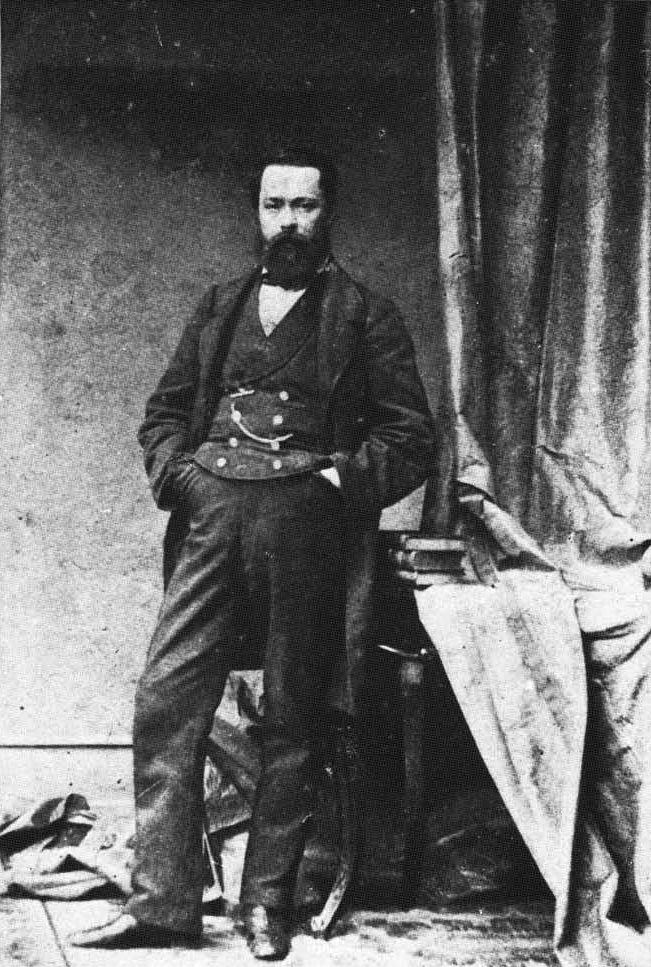
Johann Franz Michiels, 1862 fotografiert von Géruzet Frères

Johann Franz Michiels, auch Jean François Michiels, Johann-Frantz Michiels und Johannes Franciscus Michiels (* 5. Oktober 1823 in Brügge, Königreich der Vereinigten Niederlande; † 21. Januar 1887 in Köln), war ein deutscher Holzschnitzer, Bildhauer und Fotograf flämischer Herkunft.

## Leben

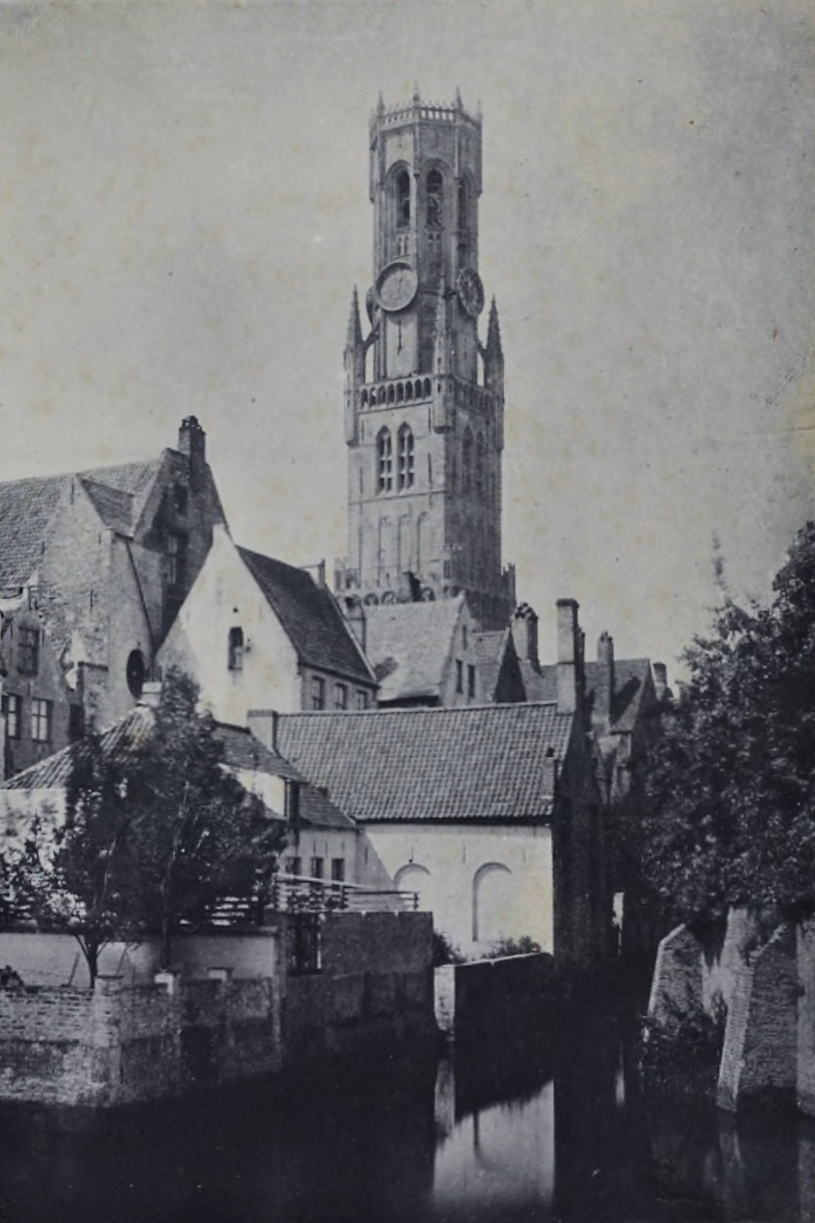
Belfried von Brügge, 1848

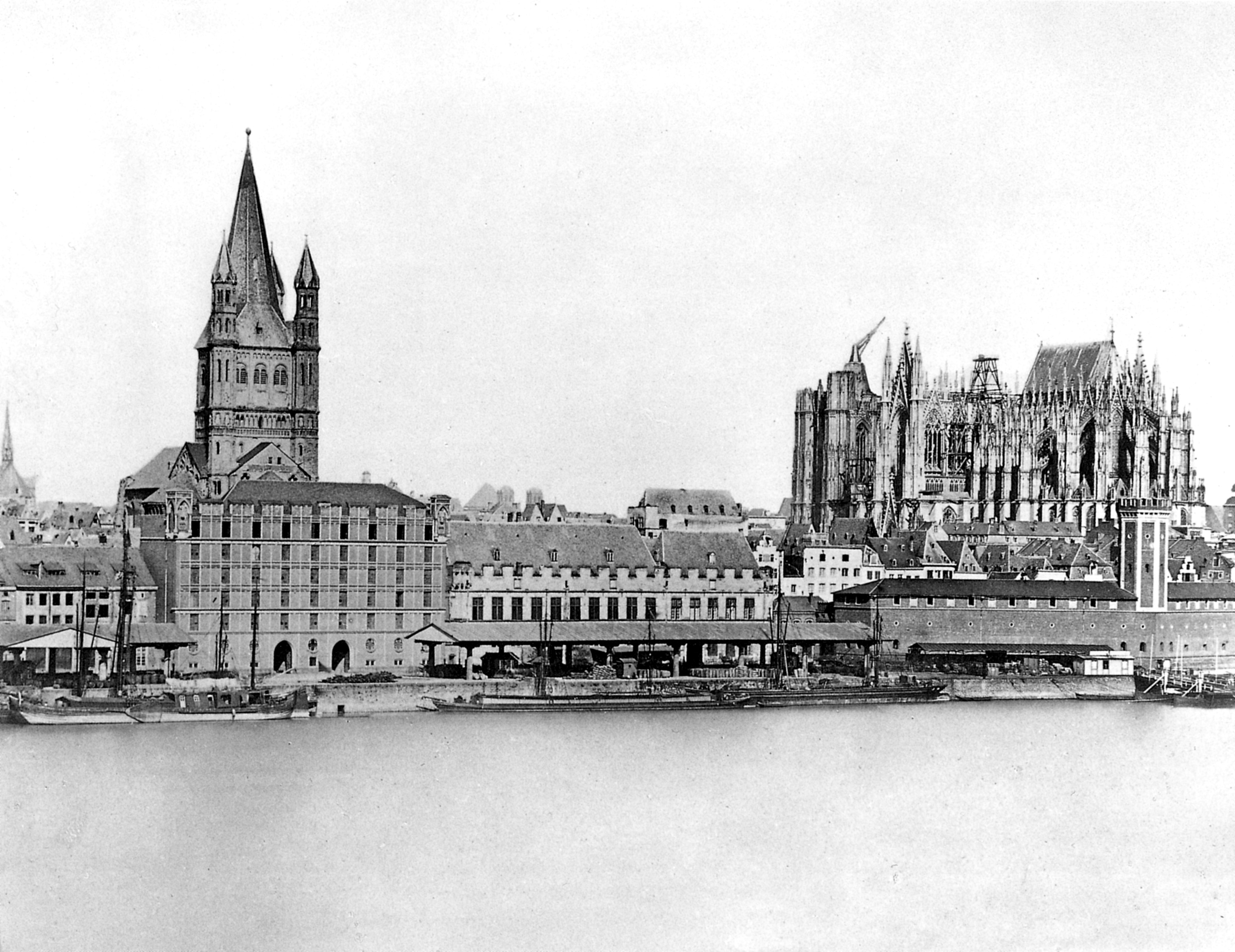
Panorama von Köln, 1856

Michiels war der Sohn des Brügger Metzgers Bruno-Bernard Michiels und dessen Ehefrau Anna De Groote. Durch Besuch von Abendkursen an der Academie voor Schone Kunsten in Brügge bildete er sich zum Sakralbildhauer aus. In seiner Vaterstadt gründete er 1844 eine Werkstatt, in der Kirchenbänke und Kanzeln hergestellt wurden. Im gleichen Jahr heiratete er Rosalie-Francisca Verriest aus Brügge.
Früh wandte er sich der Fotografie zu, möglicherweise durch Kontakte zu der in Loos tätigen ersten „Imprimerie photographique“ von Louis Désiré Blanquart-Evrard. Bereits aus dem Jahr 1848 stammt eine Ansicht, die Michiels vom Brügger Belfried schuf. 1852 erhielt er von dem Kölner Kunstverleger Franz Carl Eisen (1812–1861) den Auftrag, die Bayernfenster im Kölner Dom zu fotografieren. Versehen mit einem Text in deutscher, französischer und englischer Sprache wurden diese Aufnahmen 1854 veröffentlicht. In Köln machte Michiels den Dombau zum wichtigsten Sujet seiner Architekturfotografie, darüber hinaus fotografierte er weitere Baudenkmäler im Rheinland und in Belgien. Ansichten vom Kölner Dom und andere Aufnahmen, die er 1855 auf der Pariser Weltausstellung zeigte, trugen ihm eine Medaille erster Klasse in Silber ein. Sein 1856 entstandenes Panorama von Köln gehört zu den frühesten fotografischen Panoramabildern einer deutschen Stadt. 1857 publizierte er 60 Aufnahmen von Sehenswürdigkeiten im Album von Berlin, Potsdam und Sans-souci.
1855 erwarb er die preußische Staatsbürgerschaft. 1857 wurde er Teilhaber eines Fotoateliers in Brügge. Für den Düsseldorfer Verleger Adolf Gestewitz arbeitete er auf dem Gebiet von Gemäldeaufnahmen. Ein Atelier, das Michiels hierzu in Düsseldorf eingerichtet hatte, übernahm 1866 der Maler Siegmund Lachenwitz. Wie andere Düsseldorfer Fotografen gehörte Michiels in dieser Zeit dem Künstlerverein Malkasten an und beteiligte sich dort 1861 mit 40 Aufnahmen von Berliner Monumenten und Skulpturen an einer Ausstellung.